# Calle Mayor (Sagunto)
La calle Mayor es una vía pública de la ciudad española de Sagunto.

## Descripción
La vía discurre desde la plaza Mayor hasta la calle de Puerta Ferrisa. Recibió el título en tiempos medievales, cuando aglutinaba también la que ahora es calle de los Caballeros, de tal modo que atravesaba toda la población de punta a punta. Aparece descrita en el Nomenclator de las calles, plazas y puertas antiguas y modernas de la ciudad de Sagunto (1901) de Antonio Chabret y Fraga con las siguientes palabras:

Mayor (calle). Empieza en la puerta Ferriça y concluye en la calle del Castillo. Con razón se le dió este nombre en la Edad Media, porque entonces se consideraba como una prolongación de ella á la call que hoy llamamos de Caballeros, y por lo tanto, se extendía á lo largo de toda la población de aquella época. Es estrecha, desigual, empedrada y llena de venerandos recuerdos que van desapareciendo por el incesante movimiento de reforma que sufren los edificios con arreglo á las necesidades actuales. Quedan, sin embargo, edificios que guardan todavía la severidad de los primeros siglos de la reconquista, con sus puertas redondas con dovelas, sus ventanas góticas con columillas que sostienen arcos trébolados y de trecho en trecho algún escudo señoril ó el poético farol que alumbra algún retablo de venerada imagen. Las casas de esta calle que ocupan la parte más empinada del terreno, suelen tener el jardín al mismo nivel que el segundo piso, fenómeno que imprime cierta curiosidad á estos vetustos edificios: las de la cara opuesta se apoyan sobre el antiguo muro y aun traspasan algunos de ellos esta barrera y salen á la calle Real, por establecimientos concedidos en tiempos de paz, cuando perdieron su carácter militar las murallas que aprisionaban la antigua Villa. Ahora, como en la antigüedad, hay distribuídos á lo largo de esta calle y en su parte más declive, algunos albañales que desaguan las de lluvia en la calle Real, y otros que vierten aguas é inmundicias en tres cloacas formadas en el valladar que circuía el muro en otros tiempos y las arrastran por canales subterráneos al río. La primera porción de esta cloaca, estaba junto al Portal de Ferriça. La segunda, subsiste en la casa núm. 48 y recogía también las aguas que se derramaban del pozo de la Porta Nova ó de San Miguel, cuyo canal de desagüe, cegado modernamente, corría por la calle de Ordóñez y vertía en el interior del huerto que fué de D. Salvador Carruana. La tercera es la de la Pescadería, á cuya cloaca abocan las casas colindantes y varias de la Plaza Mayor.. La cuarta, que es la mayor, abraza todo el trozo de muralla que se extiende desde el Hospital hasta la casa núm. 10 de la calle de Abril, y su canal de desagüe se desarrolla por delante de las casas de la Glorieta que miran al mar, recibiendo en otro punto las inmundicias de la cloaca de la Pescadería. Antiguamente se consideraba la calle Mayor subdividida por las denominaciones de á la Porta de Ferriça, el trozo inmediato á esta puerta; á la Porta Nova; als delmes; als cuatre cantóns; á la Porta de Terol, etc. etc.
(Chabret y Fraga, 1901, pp. 63-64)